# Jadwiga Pstrusińska
Jadwiga Pstrusińska (ur. 1 marca 1947 w Krakowie) – polska orientalistka, przede wszystkim w zakresie afganologii, członkini Komitetu Nauk Orientalistycznych PAN (od 1996), pracowniczka naukowa Zakładu Iranistyki Instytutu Orientalistyki Uniwersytetu Jagiellońskiego (1970–2011) oraz Zakładu Iranistyki Wydziału Orientalistycznego UW (2007–2017). Podróżniczka, tłumaczka poezji afgańskiej.

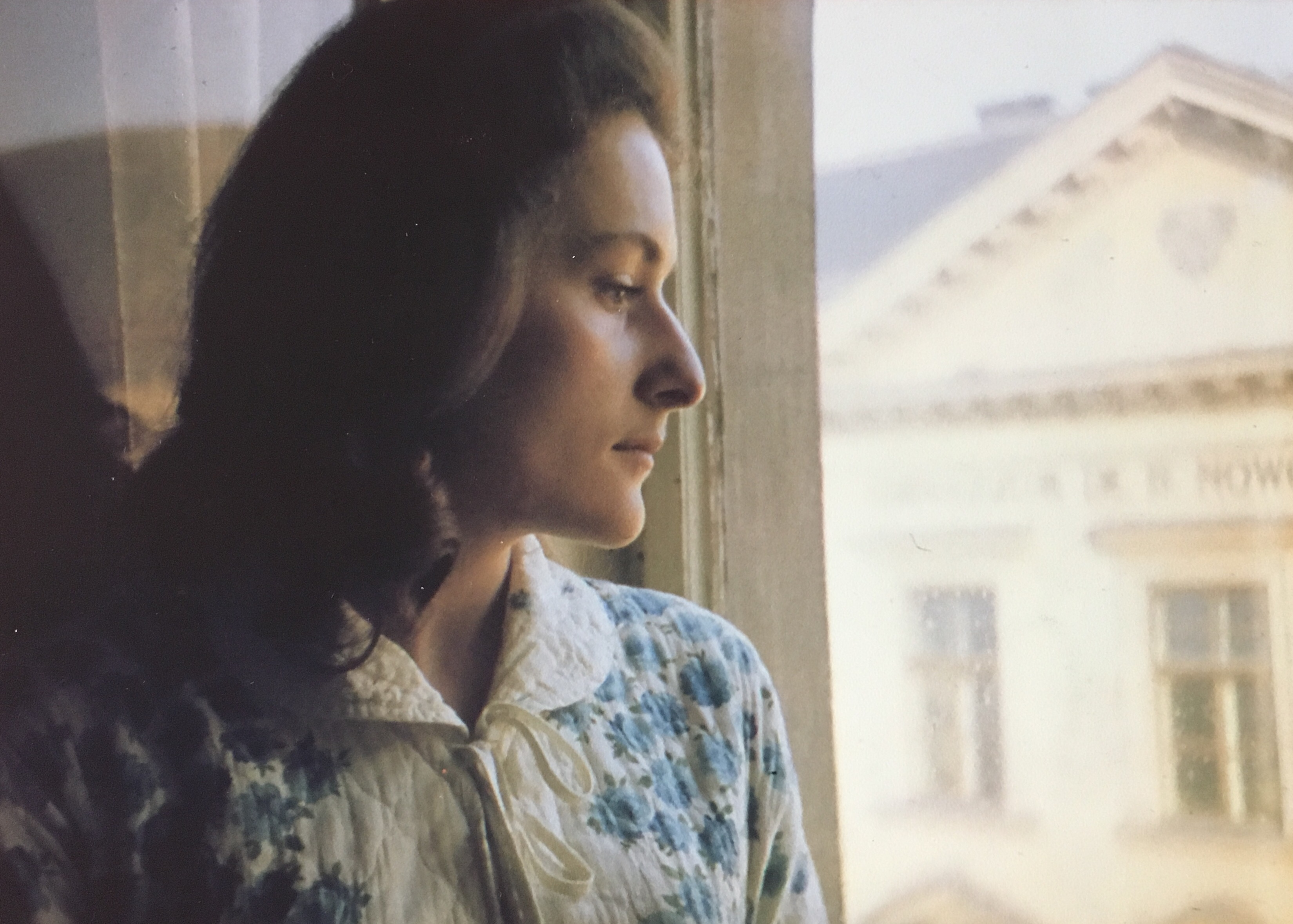
Jadwiga Pstrusińska (1963)

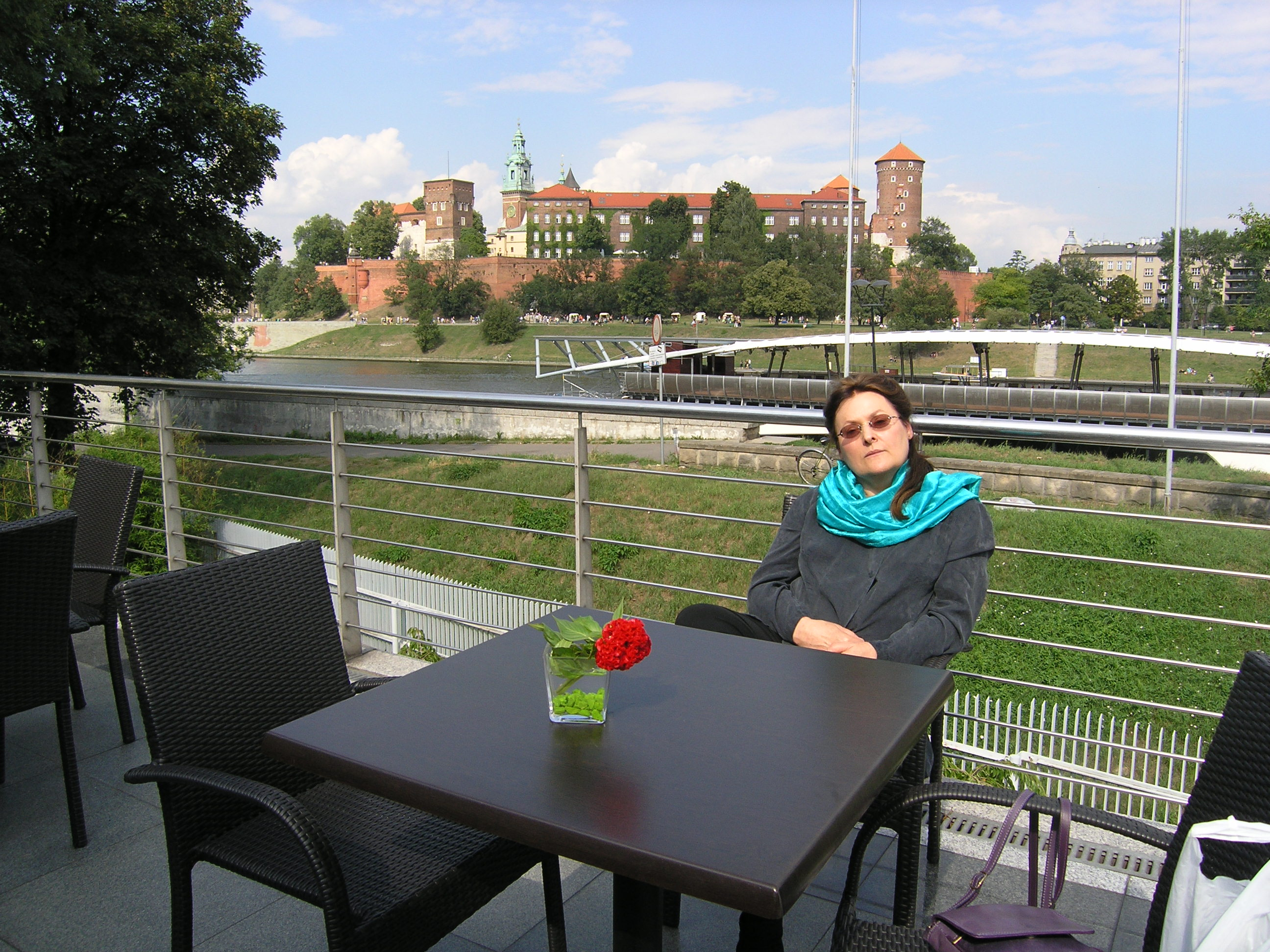
Jadwiga Pstrusińska w Krakowie (2012)

## Życiorys
Córka Antoniny Zofii Wiśniowskiej i Henryka Pstrusińskiego, Sprawiedliwego Wśród Narodów Świata, pseudonim AK „Pik”.
Od 1970 roku pracowniczka Zakładu Iranistyki Instytutu Filologii Orientalnej UJ. W latach 1973–1976 prowadziła badania w Afganistanie i studiowała na Wydziale Humanistycznym Uniwersytetu Kabulskiego. Habilitowała się w 1992 na UJ na podstawie pracy w dyscyplinie językoznawstwa Afghanistan 1989 in sociolinguistic perspective. Wypromowała doktorat Piotra Kłodkowskiego oraz Karoliny Rakowieckiej.
W latach 1986–1989 przebywała na Uniwersytecie Oksfordzkim jako Research Assistant oraz Tutor (Department of Ethnology we współpracy z Refugee Studies Programme, Oxford Department of International Development).
W latach 1992–1993 wicedyrektorka Instytutu Filologii Orientalnej UJ. W latach 1994–1999 kierowniczka Zakładu Iranistyki IFO UJ. W latach 1993–1997 kierowniczka Pracowni Źródeł Orientalnych i Numizmatyki IFO UJ.
Założycielka i wieloletnia (2000–2010) kierowniczka autorskiej Pracowni Interdyscyplinarnych Badań Eurazjatyckich Uniwersytetu Jagiellońskiego. Twórczyni projektu Archiwum Afganologicznego liczącego kilka tysięcy skatalogowanych pozycji – książek, broszur, nadbitek artykułów, czasopism, map, wycinków prasowych.
W latach 2005–2007 wiceprezydent European Society for Central Asian Studies, członkini Advisory Board (rady konsultacyjnej), Polskiego Towarzystwa Orientalistycznego (1970–1992).
W 2006 otrzymała nominację profesorską. Od 2007 pracownik Zakładu Iranistyki Wydziału Orientalistyki Uniwersytetu Warszawskiego, początkowo na stanowisku profesor zwyczajnej. W latach 2002–2016 niezależny ekspert w zakresie języków i kultur Afganistanu przy szwajcarskim Ministerstwie Sprawiedliwości i Policji. W 2017 weszła w skład Rady Muzeum Azji i Pacyfiku w Warszawie. Od roku 2021 jest też członkinią Stowarzyszenia Pisarzy Polskich.

## Wybrane publikacje
- The origin of comparison of adjectives in Pashto, Folia Orientalia, XV, PAN, Kraków, 1974
- Paštunwali – afgański kodeks postępowania, Etnografia Polska, PAN, XXI/2, Wrocław 1977
- Pašto au Dari – Selection for studying the official languages of Afghanistan and its literatures, Kraków: WUJ 1985
- Afghanistan 1989 in Sociolinguisic Perspective, Central Asian Survey, Incidental Papers Series, 7, London: Society for Central Asian Studies, 1990
- Old Celtic Cultures from the Hindukush Perspective, Kraków: Universitas 1999
- O tajnych językach Afganistanu i ich użytkownikach, Kraków: Księgarnia Akademicka 2004
- On the Secret Languages of Afghanistan and Their Speakers, Newcastle: Cambridge Scholars Publishing 2013
- On the origin of Iranian-speaking nomads of the Eurasian Steppes in the light of human population genetics, Anabasis. Studia Classica et Orientalia, nr 5, Rzeszów: Wydawnictwo Uniwersytetu Rzeszowskiego 2014
- Wiersze afgańskie spisane z dawnych notatek afganologicznych, Warszawa: Wydział Orientalistyczny UW 2014
- Podstawy poetyki pasztuńskiej, Warszawa: Wydział Orientalistyczny UW 2017
- Content of paṣ̌tunwali — the Pashtun Code of Conduct, Warszawa: Rocznik Orientalistyczny, Tom LXX, zeszyt 1, 2017

## Wybrane nagrody
- 1986 – Award of the Airey Neave Trust, House of Commons, London
- 1991 – Award of the Standing Conference of Rectors of European Universities